# Коко (фільм)
«Коко» (англ. Coco) — американський комп'ютерно-анімаційний 3D-фільм, знятий Лі Анкрічем. Прем'єра мультфільму відбулася 20 жовтня 2017 року на Міжнародному кінофестивалі в Морелії (Мексика). Фільм розповідає про 12-річного хлопчика Міґеля, який хоче возз'єднати живих та мертвих членів своєї родини.
На 1 березня 2024 року фільм займав 75-ту позицію у списку 250 кращих фільмів за версією IMDb.

## Сюжет
12-річний Міґель живе в мексиканському селі в родині шевців і таємно мріє стати музикантом. Таємно, тому що в його сімейному колі музика вважається прокляттям. Колись його прапрадід покинув свою дружину, прапрабабу Міґеля, заради мрії, яка тепер не дає спокійно жити Міґелеві. Відтоді музична тема в сім'ї стала табу. Міґель виявляє, що між ним і його улюбленим співаком Ернесто де ла Крузом, нині покійним, існує якийсь — поки неназваний — зв'язок. Хлопчина вирушає до свого кумира в Країну Мертвих, де зустрічає душі своїх предків. Міґель знайомиться там з духом-трикстером, на ім'я Ектор (у вигляді скелета), який стає його напарником-провідником. Удвох вони вирушають на пошуки де ла Круза.

## У ролях
| Актор                | Роль               |
| -------------------- | ------------------ |
| Ентоні Гонсалес      | Міґель             |
| Гаель Гарсія Берналь | Ектор              |
| Бенджамін Бретт      | Ернесто де ла Круз |
| Рені Віктор          | Бабуся             |

## Український дубляж
Фільм дубльовано студією «Le Doyen» на замовлення компанії «Disney Character Voices International» у 2017 році.
- режисер дубляжу — Анна Пащенко;
- перекладач тексту та пісень — Роман Кисельов;
- музичний керівник — Тетяна Піроженко;
- творчий консультант — Магдалена Дземідович.

У дублюванні брали участь такі актори:
- Міґель — Ярослав Рогальський;
- Ектор — Валерій Величко;
- Ернесто де ла Круз — Михайло Кришталь;
- Мама Імельда — Лідія Муращенко;
- Бабуся — Наталя Надірадзе;
- Коко — Ірина Дорошенко;
- Дідо Хуліо — Євген Шах;
- Дядько Оскар — Дмитро Вікулов;
- Дядько Феліпе — Андрій Альохін;
- Тітка Росіта — Руслана Хазіпова (гурт «Dakh Daughters»);
- Тітка Вікторія — Соломія Мельник (гурт «Dakh Daughters»);
- Тато — Михайло Войчук;
- Мама — Валентина Хамайко;
- Службовець — Дмитро Завадський;
- Вуличний музикант Маріачі — Юрій Ткач;
- Ґуставо — Дмитро Вікулов;
- Фріда Кало — Наталя Ярошенко;
- Чичерон — Василь Мазур;
- Прикордонниця — Катерина Башкіна-Зленко;
- Дядько Берто / Дон Ідальго / Поліцейський — Сергій Солопай;
- Ведуча — Олена Узлюк;
- Охоронець — Сергій Кияшко;
- Митник — Дмитро Рассказов-Тварковський;
- Зубатий скелет — Володимир Канівець.

А також: Максим Кондратюк, Марія Нікітенко, Євген Сардаров, Марія Єременко, Тетяна Піроженко, Євген Анішко, Єлизавета Сморигіна, Олексій Сморигін, Олена Колеснікова, Катерина Качан, Сергій Юрченко, Микола Карцев, Лариса Уманцева, Вікторія Москаленко, Вероніка Дорош, Володимир Трач.
Пісні виконували:
- «Згадай мене (Ернесто де ла Круз)» — Михайло Кришталь;
- «Я вам опишу Хуаніту» — Валерій Величко;
- «Остаточний локо» — Ярослав Рогальський, Валерій Величко;
- «Йорона (а капела)» — Лідія Муращенко;
- «Немов удома» — Ярослав Рогальський;
- «Згадай мене (Ектор і мала Коко)» — Валерій Величко, Єлизавета Сморигіна;
- «Йорона» — Лідія Муращенко, Михайло Кришталь;
- «Згадай мене (Міґель і Коко)» — Ярослав Рогальський, Ірина Дорошенко;
- «Моє корасон» — Ярослав Рогальський.

## Виробництво
У квітні 2012 року компанія Pixar оголосила про початок виробництва фільму на тему Дня мертвих (ісп. Día de Muertos).
15 серпня 2015 року на виставці D23 було оголошено назву фільму — «Коко», а також дату виходу в кінотеатрах — осінь 2017 року.

## Нагороди та номінації
| Список нагород та номінацій | Список нагород та номінацій | Список нагород та номінацій                | Список нагород та номінацій                                        | Список нагород та номінацій | Список нагород та номінацій |
| Кінофестиваль/Кінопремія    | Рік                         | Категорія                                  | Номінант(и)                                                        | Результат                   | Дж                          |
| --------------------------- | --------------------------- | ------------------------------------------ | ------------------------------------------------------------------ | --------------------------- | --------------------------- |
| Премія «Золотий глобус»     | 7.01.2018                   | Найкращий анімаційний фільм                | Коко                                                               | Перемога                    | [ 12 ] [ 13 ] [ 14 ]        |
| Премія «Золотий глобус»     | 7.01.2018                   | Найкраща пісня                             | Remember Me (музика і слова: Крістен Андерсон-Лопес, Роберт Лопес) | Номінація                   | [ 12 ] [ 13 ] [ 14 ]        |
| Премія BAFTA                | 18.02.2017                  | Найкращий анімаційний фільм                | Коко                                                               | Перемога                    |                             |
| Премія «Оскар»              | 4.03.2018                   | Найкращий анімаційний повнометражний фільм | Коко                                                               | Перемога                    | [ 15 ]                      |
| Премія «Оскар»              | 4.03.2018                   | Найкраща пісня                             | Remember Me (музика і слова: Крістен Андерсон-Лопес, Роберт Лопес) | Перемога                    | [ 15 ]                      |

## Цікаві факти
- це перший музичний мультфільм студії Pixar;
- у режисера Лі Анкрича ідея мультфільму зародилася ще 2010 року, коли він працював над мультиплікаційною стрічкою «Історія іграшок 3».
- автори кілька разів їздили в Мексику, щоб краще розуміти джерела Дня мертвих, перейнятися народним мистецтвом, символікою, фарбами[16];
- в українському прокаті транслювався разом із короткометражним мультфільмом «Крижане серце: Різдво з Олафом».[17][18]